# 王展
王展（1920年—2011年），原名王炜，男，山西汾阳人，中华人民共和国军事人物，中国人民解放军少将，曾任南京军区政治部主任、副政治委员，第五届全国人大代表。